# Samantha Stosur
Samantha Jane Stosur (Brisbane, 30 de març de 1984) és una jugadora de tennis professional australiana.
En categoria de dobles va aconseguir des de ben aviat i va aconseguir ser número 1 del món fent parella amb l'estatunidenca Lisa Raymond, amb qui va aconseguir la majoria de títols. Va guanyar un total de 23 títols, entre ells 2 Grand Slams. Individualment no va arribar al mateix nivell que en dobles, bàsicament per la seva incapacitat de manejar la pressió en els partits importants, fet que demostra haver aconseguit únicament vuit títols en més de la vintena de finals que va disputar. Tanmateix, els bons resultats i la regularitat li van permetre arribar a la quarta posició del rànquing mundial després de ser finalista al Roland Garros. Finalment va trencar la malastrugança emportant-se l'Obert dels Estats Units de 2011. En dobles mixtos va aconseguir tres títols de Grand Slams junt a Scott Draper, Bob Bryan i Nenad Zimonjić.

## Biografia
Filla de Tony i Diane, té dos germans anomenats Dominic i Daniel. La seva família té ascendència polonesa però ella ja va néixer a Brisbane. Posteriorment es van establir a Gold Coast, però una inundació va destruir la casa seva i el negoci familiar, de forma que van decidir traslladar-se a Adelaida. Va començar a jugar a tennis amb el seu germà Daniels quan tenia vuit anys. Novament van tornar a establir-se a Gold Coast i ella va entrar a la Queensland Academy of Sport, per entrenar-se a les ordres de Geoff Masters. Amb setze anys va formar part del programa de tennis de l'Australian Institute of Sport.
Al juliol de 2020 va anunciar el naixement de la seva filla Genevieve junt a la seva parella Liz Astling, que fou qui va engendrar l'infant.

## Torneigs de Grand Slam

### Individual: 2 (1−1)
| Resultat   | Núm. | Any  | Torneig       | Oponent             | Marcador    |
| ---------- | ---- | ---- | ------------- | ------------------- | ----------- |
| Finalista  | 1.   | 2010 | Roland Garros | Francesca Schiavone | 4−6, 6−7(2) |
| Guanyadora | 1.   | 2011 | US Open       | Serena Williams     | 6−2, 6−3    |

### Dobles femenins: 9 (4−5)
| Resultat   | Núm. | Any  | Torneig          | Parella        | Oponents                          | Marcador         |
| ---------- | ---- | ---- | ---------------- | -------------- | --------------------------------- | ---------------- |
| Guanyadora | 1.   | 2005 | US Open          | Lisa Raymond   | Ielena Deméntieva Flavia Pennetta | 6−2, 5−7, 6−3    |
| Finalista  | 1.   | 2006 | Open d'Austràlia | Lisa Raymond   | Yan Zi Zheng Jie                  | 6−2, 6−7(7), 3−6 |
| Guanyadora | 2.   | 2006 | Roland Garros    | Lisa Raymond   | Daniela Hantuchová Ai Sugiyama    | 6−3, 6−2         |
| Finalista  | 2.   | 2008 | Wimbledon        | Lisa Raymond   | Serena Williams Venus Williams    | 2−6, 2−6         |
| Finalista  | 3.   | 2008 | US Open          | Lisa Raymond   | Cara Black Liezel Huber           | 3−6, 6−7(6)      |
| Finalista  | 4.   | 2009 | Wimbledon (2)    | Rennae Stubbs  | Serena Williams Venus Williams    | 6−7(4), 4−6      |
| Finalista  | 5.   | 2011 | Wimbledon (3)    | Sabine Lisicki | Květa Peschke Katarina Srebotnik  | 3−6, 1−6         |
| Guanyadora | 3.   | 2019 | Open d'Austràlia | Zhang Shuai    | Tímea Babos Kristina Mladenovic   | 6−3, 6−4         |
| Guanyadora | 4.   | 2021 | US Open (2)      | Zhang Shuai    | Coco Gauff Caty McNally           | 6−3, 3−6, 6−3    |

### Dobles mixts: 5 (3−2)
| Resultat   | Núm. | Any  | Torneig          | Parella        | Oponents                      | Marcador         |
| ---------- | ---- | ---- | ---------------- | -------------- | ----------------------------- | ---------------- |
| Guanyadora | 1.   | 2005 | Open d'Austràlia | Scott Draper   | Liezel Huber Kevin Ullyett    | 6−2, 2−6, 7−6(6) |
| Guanyadora | 2.   | 2008 | Wimbledon        | Bob Bryan      | Katarina Srebotnik Mike Bryan | 7−5, 6−4         |
| Guanyadora | 3.   | 2014 | Wimbledon (2)    | Nenad Zimonjić | Chan Hao-ching Max Mirnyi     | 6−4, 6−2         |
| Finalista  | 1.   | 2021 | Open d'Austràlia | Matthew Ebden  | Barbora Krejčíková Rajeev Ram | 1−6, 4−6         |
| Finalista  | 2.   | 2022 | Wimbledon        | Matthew Ebden  | Desirae Krawczyk Neal Skupski | 4−6, 3−6         |

## Palmarès

### Individual: 25 (9−16)
| Abans de 2009                                        | Després de 2009         |
| ---------------------------------------------------- | ----------------------- |
| Grand Slam (1−1)                                     |                         |
| WTA Tour Championships (0−0)                         |                         |
| WTA Tournament of Champions / WTA Elite Trophy (0−1) |                         |
| Tier I (0−0)                                         | Premier Mandatory (0−0) |
| Tier II (0−1)                                        | Premier 5 (0−3)         |
| Tier III (0−1)                                       | Premier (2−4)           |
| Tier IV i V (0−2)                                    | International (6−3)     |

| Títols per superfície |
| --------------------- |
| Dura (5−11)           |
| Gespa (0−0)           |
| Terra batuda (4−5)    |

| Resultat   | Núm. | Data                   | Torneig                                  | Superfície       | Oponent             | Marcador         |
| ---------- | ---- | ---------------------- | ---------------------------------------- | ---------------- | ------------------- | ---------------- |
| Finalista  | 1.   | 8 de gener de 2005     | Gold Coast, Austràlia                    | Dura             | Patty Schnyder      | 6−1, 3−6, 5−7    |
| Finalista  | 2.   | 15 de gener de 2005    | Sydney, Austràlia                        | Dura             | Alicia Molik        | 7−6(5), 4−6, 5−7 |
| Finalista  | 3.   | 14 de maig de 2006     | Praga, Txèquia                           | Terra batuda     | Shahar Pe'er        | 6−4, 2−6, 1−6    |
| Finalista  | 4.   | 28 de setembre de 2008 | Seül, Corea del Sud                      | Dura             | Maria Kirilenko     | 6−2, 1−6, 4−6    |
| Finalista  | 5.   | 9 d'agost de 2009      | Los Angeles, Estats Units                | Dura             | Flavia Pennetta     | 4−6, 3−6         |
| Guanyadora | 1.   | 18 d'octubre de 2009   | Osaka, Japó                              | Dura             | Francesca Schiavone | 7−5, 6−1         |
| Guanyadora | 2.   | 18 d'abril de 2010     | Charleston, Estats Units                 | Terra batuda     | Vera Zvonariova     | 6−0, 6−3         |
| Finalista  | 6.   | 2 de maig de 2010      | Stuttgart, Alemanya                      | Terra batuda (i) | Justine Henin       | 4−6, 6−2, 1−6    |
| Finalista  | 7.   | 5 de juny de 2010      | Roland Garros, França                    | Terra batuda     | Francesca Schiavone | 4−6, 6−7(2)      |
| Finalista  | 8.   | 15 de maig de 2011     | Roma, Itàlia                             | Terra batuda     | Maria Xaràpova      | 2−6, 4−6         |
| Finalista  | 9.   | 14 d'agost de 2011     | Toronto, Canadà                          | Dura             | Serena Williams     | 4−6, 2−6         |
| Guanyadora | 3.   | 11 de setembre de 2011 | US Open, Estats Units                    | Dura             | Serena Williams     | 6−2, 6−3         |
| Finalista  | 10.  | 16 d'octubre de 2010   | Osaka                                    | Dura             | Marion Bartoli      | 3−6, 1−6         |
| Finalista  | 11.  | 19 de febrer de 2012   | Doha, Qatar                              | Dura             | Viktória Azàrenka   | 1−6, 2−6         |
| Finalista  | 12.  | 21 d'octubre de 2012   | Moscou, Rússia                           | Dura (i)         | Caroline Wozniacki  | 2−6, 6−4, 5−7    |
| Guanyadora | 4.   | 4 d'agost de 2013      | Carlsbad, Estats Units                   | Dura             | Viktória Azàrenka   | 6−2, 6−3         |
| Guanyadora | 5.   | 13 d'octubre de 2013   | Osaka (2)                                | Dura             | Eugenie Bouchard    | 3−6, 7−5, 6−2    |
| Finalista  | 13.  | 20 d'octubre de 2013   | Moscou (2)                               | Dura (i)         | Simona Halep        | 6−7(2), 2−6      |
| Finalista  | 14.  | 3 de novembre de 2013  | Tournament of Champions, Sofia, Bulgària | Dura (i)         | Simona Halep        | 6−2, 2−6, 2−6    |
| Guanyadora | 6.   | 12 d'octubre de 2014   | Osaka (3)                                | Dura             | Zarina Diyas        | 7−6(7), 6−3      |
| Guanyadora | 7.   | 23 de maig de 2015     | Estrasburg, França                       | Terra batuda     | Kristina Mladenovic | 3−6, 6−2, 6−3    |
| Guanyadora | 8.   | 26 de juliol de 2015   | Bad Gastein, Àustria                     | Terra batuda     | Karin Knapp         | 3−6, 7−6(3), 6−2 |
| Finalista  | 15.  | 30 d'abril de 2016     | Praga (2)                                | Terra batuda     | Lucie Šafářová      | 6−3, 1−6, 4−6    |
| Guanyadora | 9.   | 28 de maig de 2017     | Estrasburg (2)                           | Terra batuda     | Daria Gavrilova     | 5−7, 6−4, 6−3    |
| Finalista  | 16.  | 21 de setembre de 2019 | Canton, Xina                             | Dura             | Sofia Kenin         | 7−6(4), 4−6, 2−6 |

### Dobles femenins: 43 (28−15)
| Abans de 2009                | Després de 2009         |
| ---------------------------- | ----------------------- |
| Grand Slam (4−5)             |                         |
| WTA Tour Championships (2−0) |                         |
| Tier I (9−1)                 | Premier Mandatory (0−3) |
| Tier II (7−2)                | Premier 5 (1−1)         |
| Tier III (2−1)               | Premier (2−1)           |
| Tier IV i V (0−0)            | International (1−1)     |

| Títols per superfície |
| --------------------- |
| Dura (17−10)          |
| Gespa (1−4)           |
| Terra batuda (5−0)    |
| Moqueta (3−0)         |

| Resultat   | Núm. | Data                   | Torneig                                           | Superfície   | Parella             | Oponents                                  | Resultat         |
| ---------- | ---- | ---------------------- | ------------------------------------------------- | ------------ | ------------------- | ----------------------------------------- | ---------------- |
| Finalista  | 1.   | 7 de novembre de 2004  | Quebec, Canadà                                    | Dura         | Els Callens         | Carly Gullickson María Emilia Salerni     | 5−7, 5−7         |
| Guanyadora | 1.   | 15 de gener de 2005    | Sydney, Austràlia                                 | Dura         | Bryanne Stewart     | Ielena Deméntieva Ai Sugiyama             | Renúncia         |
| Guanyadora | 2.   | 10 d'abril de 2005     | Amelia Island, Estats Units                       | Terra batuda | Bryanne Stewart     | Květa Peschke Patty Schnyder              | 6−4, 6−2         |
| Guanyadora | 3.   | 27 d'agost de 2005     | New Haven, Estats Units                           | Dura         | Lisa Raymond        | Gisela Dulko Maria Kirilenko              | 6−2, 6−7(1), 6−1 |
| Guanyadora | 4.   | 10 de setembre de 2005 | US Open, Estats Units                             | Dura         | Lisa Raymond        | Ielena Deméntieva Flavia Pennetta         | 6−2, 5−7, 6−3    |
| Guanyadora | 5.   | 2 d'octubre de 2005    | Luxemburg, Luxemburg                              | Dura (i)     | Lisa Raymond        | Cara Black Rennae Stubbs                  | 7−5, 6−1         |
| Guanyadora | 6.   | 16 d'octubre de 2005   | Moscou, Rússia                                    | Moqueta (i)  | Lisa Raymond        | Cara Black Rennae Stubbs                  | 6−2, 6−4         |
| Finalista  | 2.   | 6 de novembre de 2005  | Filadèlfia, Estats Units                          | Dura         | Lisa Raymond        | Cara Black Rennae Stubbs                  | 4−6, 6−7(4)      |
| Guanyadora | 7.   | 13 de novembre de 2005 | WTA Tour Championships, Los Angeles, Estats Units | Dura         | Lisa Raymond        | Cara Black Rennae Stubbs                  | 6−7(5), 7−5, 6−4 |
| Finalista  | 3.   | 29 de gener de 2006    | Open d'Austràlia, Austràlia                       | Dura         | Lisa Raymond        | Yan Zi Zheng Jie                          | 6−2, 6−7(7), 3−6 |
| Guanyadora | 8.   | 5 de febrer de 2006    | Tòquio, Japó                                      | Moqueta      | Lisa Raymond        | Cara Black Rennae Stubbs                  | 6−2, 6−1         |
| Guanyadora | 9.   | 25 de febrer de 2006   | Memphis, Estats Units                             | Dura         | Lisa Raymond        | Viktória Azàrenka Caroline Wozniacki      | 7−6(2), 6−3      |
| Guanyadora | 10.  | 18 de març de 2006     | Indian Wells, Estats Units                        | Dura         | Lisa Raymond        | V. Ruano Pascual M. Shaughnessy           | 6−2, 7−5         |
| Guanyadora | 11.  | 1 d'abril de 2006      | Miami, Estats Units                               | Dura         | Lisa Raymond        | Liezel Huber Martina Navrátilová          | 6−4, 7−5         |
| Guanyadora | 12.  | 16 d'abril de 2006     | Charleston, Estats Units                          | Terra batuda | Lisa Raymond        | V. Ruano Pascual M. Shaughnessy           | 3−6, 6−1, 6−1    |
| Guanyadora | 13.  | 10 de juny de 2006     | Roland Garros, França                             | Terra batuda | Lisa Raymond        | Daniela Hantuchová Ai Sugiyama            | 6−3, 6−2         |
| Finalista  | 4.   | 26 d'agost de 2006     | New Haven                                         | Dura         | Lisa Raymond        | Yan Zi Zheng Jie                          | 4−6, 2−6         |
| Guanyadora | 14.  | 8 d'octubre de 2006    | Stuttgart, Alemanya                               | Dura (i)     | Lisa Raymond        | Cara Black Rennae Stubbs                  | 6−3, 6−4         |
| Guanyadora | 15.  | 29 d'octubre de 2006   | Linz, Àustria                                     | Dura         | Lisa Raymond        | Corina Morariu Katarina Srebotnik         | 6−3, 6−0         |
| Guanyadora | 16.  | 5 de novembre de 2006  | Hasselt, Bèlgica                                  | Dura         | Lisa Raymond        | Eleni Daniïlidu Jasmin Wöhr               | 6−2, 6−3         |
| Guanyadora | 17.  | 12 de novembre de 2006 | WTA Tour Championships, Madrid, Espanya (2)       | Dura         | Lisa Raymond        | Cara Black Rennae Stubbs                  | 3−6, 6−3, 6−3    |
| Guanyadora | 18.  | 4 de febrer de 2007    | Tòquio (2)                                        | Moqueta      | Lisa Raymond        | Vania King Rennae Stubbs                  | 7−6(6), 3−6, 7−5 |
| Guanyadora | 19.  | 17 de març de 2007     | Indian Wells (2)                                  | Dura         | Lisa Raymond        | Chan Yung-jan Chuang Chia-jung            | 6−3, 7−5         |
| Guanyadora | 20.  | 3 d'abril de 2007      | Miami (2)                                         | Dura         | Lisa Raymond        | Cara Black Liezel Huber                   | 6−4, 3−6, [10−2] |
| Guanyadora | 21.  | 7 de maig de 2007      | Berlín, Alemanya                                  | Terra batuda | Lisa Raymond        | Tathiana Garbin Roberta Vinci             | 6−3, 6−4         |
| Guanyadora | 22.  | 23 de juny de 2007     | Eastbourne, Regne Unit                            | Gespa        | Lisa Raymond        | Květa Peschke Rennae Stubbs               | 6−7(5), 6−4, 6−3 |
| Finalista  | 5.   | 6 de juliol de 2008    | Wimbledon, Regne Unit                             | Gespa        | Lisa Raymond        | Serena Williams Venus Williams            | 2−6, 2−6         |
| Finalista  | 6.   | 8 de setembre de 2008  | US Open                                           | Dura         | Lisa Raymond        | Cara Black Liezel Huber                   | 3−6, 6−7(6)      |
| Finalista  | 7.   | 21 de setembre de 2008 | Tòquio                                            | Dura         | Lisa Raymond        | Vania King Nàdia Petrova                  | 1−6, 4−6         |
| Finalista  | 8.   | 20 de juny de 2009     | Eastbourne                                        | Gespa        | Rennae Stubbs       | Ai Sugiyama A. Amanmuradova               | 4−6, 3−6         |
| Finalista  | 9.   | 5 de juliol de 2009    | Wimbledon (2)                                     | Gespa        | Rennae Stubbs       | Serena Williams Venus Williams            | 6−7(4), 4−6      |
| Finalista  | 10.  | 23 d'agost de 2009     | Toronto, Canadà                                   | Dura         | Rennae Stubbs       | N. Llagostera Vives M.J. Martínez Sánchez | 6−2, 5−7, [9−11] |
| Finalista  | 11.  | 21 de març de 2010     | Indian Wells                                      | Dura         | Nàdia Petrova       | Květa Peschke Katarina Srebotnik          | 6−4, 2−6, [5−10] |
| Finalista  | 12.  | 4 d'abril de 2010      | Miami                                             | Dura         | Nàdia Petrova       | Gisela Dulko Flavia Pennetta              | 3−6, 6−4, [7−10] |
| Guanyadora | 23.  | 24 d'abril de 2011     | Stuttgart (2)                                     | Terra batuda | Sabine Lisicki      | Kristina Barrois Jasmin Wöhr              | 6−1, 7−6(5)      |
| Finalista  | 13.  | 3 de juliol de 2011    | Wimbledon (3)                                     | Gespa        | Sabine Lisicki      | Květa Peschke Katarina Srebotnik          | 3−6, 1−6         |
| Finalista  | 14.  | 13 d'octubre de 2013   | Osaka, Japó                                       | Dura         | Zhang Shuai         | Kristina Mladenovic Flavia Pennetta       | 4−6, 3−6         |
| Guanyadora | 24.  | 20 d'octubre de 2013   | Moscou (2)                                        | Dura (i)     | Svetlana Kuznetsova | Al·la Kudriàvtseva Anastassia Rodiónova   | 6−1, 1−6, [10−8] |
| Guanyadora | 25.  | 14 d'octubre de 2018   | Hong Kong, Hong Kong                              | Dura         | Zhang Shuai         | Shuko Aoyama Lidziya Marozava             | 6−4, 6−4         |
| Guanyadora | 26.  | 27 de gener de 2019    | Open d'Austràlia                                  | Dura         | Zhang Shuai         | Tímea Babos Kristina Mladenovic           | 6−3, 6−4         |
| Finalista  | 15.  | 31 de març de 2019     | Miami (2)                                         | Dura         | Zhang Shuai         | Elise Mertens Arina Sabalenka             | 6−7(5), 2−6      |
| Guanyadora | 27.  | 22 d'agost de 2021     | Cincinnati, Estats Units                          | Dura         | Zhang Shuai         | Gabriela Dabrowski Luisa Stefani          | 7−5, 6−3         |
| Guanyadora | 28.  | 12 de setembre de 2021 | US Open (2)                                       | Dura         | Zhang Shuai         | Coco Gauff Caty McNally                   | 6−3, 3−6, 6−3    |

### Dobles mixts: 5 (3−2)
| Títols per superfície |
| --------------------- |
| Dura (1−1)            |
| Gespa (2−1)           |
| Terra batuda (0−0)    |

| Resultat   | Núm. | Data                 | Torneig                     | Superfície | Parella        | Oponents                      | Resultat         |
| ---------- | ---- | -------------------- | --------------------------- | ---------- | -------------- | ----------------------------- | ---------------- |
| Guanyadora | 1.   | 30 de gener de 2005  | Open d'Austràlia, Austràlia | Dura       | Scott Draper   | Liezel Huber Kevin Ullyett    | 6−2, 2−6, 7−6(6) |
| Guanyadora | 2.   | 6 de juliol de 2008  | Wimbledon                   | Gespa      | Bob Bryan      | Katarina Srebotnik Mike Bryan | 7−5, 6−4         |
| Guanyadora | 3.   | 7 de juliol de 2014  | Wimbledon (2)               | Gespa      | Nenad Zimonjić | Chan Hao-ching Max Mirnyi     | 6−4, 6−2         |
| Finalista  | 1.   | 21 de febrer de 2021 | Open d'Austràlia            | Dura       | Matthew Ebden  | Barbora Krejčíková Rajeev Ram | 1−6, 4−6         |
| Finalista  | 2.   | 7 de juliol de 2022  | Wimbledon                   | Gespa      | Matthew Ebden  | Desirae Krawczyk Neal Skupski | 4−6, 3−6         |

### Equips: 2 (0−2)
| Resultat  | Núm. | Data                      | Torneig                                   | Superfície | Equip                                                      | Oponents                                                                        | Marcador |
| --------- | ---- | ------------------------- | ----------------------------------------- | ---------- | ---------------------------------------------------------- | ------------------------------------------------------------------------------- | -------- |
| Finalista | 1.   | 10−11 de novembre de 2019 | Copa Federació, Perth, Austràlia          | Dura       | Ashleigh Barty Priscilla Hon Astra Sharma Ajla Tomljanović | Alizé Cornet Fiona Ferro Caroline Garcia Kristina Mladenovic Pauline Parmentier | 2−3      |
| Finalista | 2.   | 13 de novembre de 2022    | Billie Jean King Cup, Glasgow, Regne Unit | Dura (i)   | Priscilla Hon Ellen Perez Storm Sanders Ajla Tomljanović   | Belinda Bencic Viktorija Golubic Jil Teichmann Simona Waltert                   | 0−2      |

## Trajectòria

### Individual
| Torneig | 2002        | 2003        | 2004        | 2005        | 2006        | 2007        | 2008        | 2009        | 2010        | 2011        | 2012  | 2013        | 2014        | 2015        | 2016  | 2017        | 2018        | 2019        | 2020        | 2021 | 2022 | Títols    | V − D     |
| --- | ----------- | ----------- | ----------- | ----------- | ----------- | ----------- | ----------- | ----------- | ----------- | ----------- | ----- | ----------- | ----------- | ----------- | ----- | ----------- | ----------- | ----------- | ----------- | ---- | ---- | --------- | --------- |
| Open d'Austràlia | 1R          | 3R          | 2R          | 1R          | 4R          | 2R          | A           | 3R          | 4R          | 3R          | 1R    | 2R          | 3R          | 2R          | 1R    | 1R          | A           | 1R          | 1R          | 2R   | 2R   | 0 / 20    | 20 – 20   |
| Roland Garros | A           | A           | 1R          | 2R          | 1R          | 3R          | 2R          | SF          | F           | 3R          | SF    | 3R          | 4R          | 3R          | SF    | 4R          | 3R          | 2R          | A           | A    | A    | 0 / 16    | 40 – 16   |
| Wimbledon | A           | 1R          | 1R          | 1R          | 2R          | 2R          | 2R          | 3R          | 1R          | 1R          | 2R    | 3R          | 1R          | 3R          | 2R    | A           | 2R          | 1R          | NC          | 1R   | A    | 0 / 17    | 12 – 17   |
| US Open | A           | A           | 2R          | 1R          | 1R          | 1R          | 1R          | 2R          | QF          | G           | QF    | 1R          | 2R          | 4R          | 2R    | A           | 1R          | 1R          | A           | 1R   | A    | 1 / 16    | 22 – 15   |
| Jocs Olímpics | NC          | NC          | 1R          | No celebrat | No celebrat | No celebrat | 2R          | No celebrat | No celebrat | No celebrat | 1R    | No celebrat | No celebrat | No celebrat | 3R    | No celebrat | No celebrat | No celebrat | No celebrat | 1R   | NC   | 0 / 5     | 3 – 5     |
| WTA Championships | Absent      | Absent      | Absent      | Absent      | Absent      | Absent      | Absent      | Absent      | SF          | SF          | RR    | A           | A           | A           | A     | A           | A           | A           | NC          | A    | A    | 0 / 3     | 4 – 6     |
| Tournament of Champions | No celebrat | No celebrat | No celebrat | No celebrat | No celebrat | No celebrat | No celebrat | A           | A           | A           | A     | F           | A           | A           | RR    | A           | A           | A           | NC          | NC   | A    | 0 / 2     | 4 – 5     |
| Victòries − Derrotes | 0−2         | 2−4         | 17−19       | 16−22       | 29−24       | 17−18       | 18−12       | 38−20       | 47−19       | 45−23       | 44−24 | 42−23       | 33−24       | 33−24       | 30−24 | 22−19       | 17−25       | 15−19       | 1−3         | 1−10 |      | 468 – 360 | 468 – 360 |
| Rànquing a final d'any | 265         | 153         | 65          | 46          | 29          | 46          | 52          | 13          | 6           | 6           | 9     | 18          | 23          | 27          | 21    | 41          | 72          | 96          | 112         | 378  |      |           |           |
| Llegenda: G: Guanyadora; F: Finalista; SF: Semifinalista; QF: Quarts de final; Q: Qualificació; A: Absent; RR: Round Robin; |             |             |             |             |             |             |             |             |             |             |       |             |             |             |       |             |             |             |             |      |      |           |           |

### Dobles femenins
| Torneig | 2002 | 2003 | 2004  | 2005        | 2006        | 2007        | 2008  | 2009        | 2010        | 2011        | 2012 | 2013        | 2014        | 2015        | 2016 | 2017        | 2018        | 2019        | 2020        | 2021 | 2022 | 2023 | Títols    | V − D     |
| --- | ---- | ---- | ----- | ----------- | ----------- | ----------- | ----- | ----------- | ----------- | ----------- | ---- | ----------- | ----------- | ----------- | ---- | ----------- | ----------- | ----------- | ----------- | ---- | ---- | ---- | --------- | --------- |
| Open d'Austràlia | 1R   | 1R   | 2R    | 2R          | F           | SF          | A     | 2R          | 1R          | A           | A    | 2R          | 2R          | 3R          | 2R   | 2R          | A           | G           | 1R          | 1R   | 2R   | 1R   | 1 / 18    | 26 − 17   |
| Roland Garros | A    | A    | 3R    | 3R          | G           | SF          | 3R    | 3R          | 3R          | A           | 1R   | 3R          | 1R          | 3R          | 1R   | 1R          | 2R          | QF          | A           | A    | 3R   |      | 1 / 15    | 30 − 15   |
| Wimbledon | A    | 2R   | 2R    | SF          | 3R          | SF          | F     | F           | 3R          | F           | 2R   | 1R          | 3R          | 2R          | A    | A           | 1R          | 2R          | NC          | 1R   | 1R   |      | 0 / 17    | 34 − 17   |
| US Open | A    | 2R   | 3R    | G           | SF          | 3R          | F     | SF          | A           | 1R          | A    | 2R          | A           | 1R          | 2R   | A           | SF          | 1R          | A           | G    | 1R   |      | 2 / 15    | 36 − 13   |
| Jocs Olímpics | NC   | NC   | 1R    | No celebrat | No celebrat | No celebrat | 2R    | No celebrat | No celebrat | No celebrat | 1R   | No celebrat | No celebrat | No celebrat | 1R   | No celebrat | No celebrat | No celebrat | No celebrat | QF   | NC   | NC   | 0 / 5     | 3 − 5     |
| WTA Championships | A    | A    | A     | G           | G           | A           | A     | SF          | A           | A           | A    | A           | A           | A           | A    | A           | A           | SF          | NC          | RR   | A    |      | 2 / 5     | 7 − 4     |
| Total Victòries–Derrotes | 0−3  | 2−7  | 16−17 | 46−18       | 60−13       | 36−7        | 21−11 | 26−16       | 13−7        | 14−7        | 4−9  | 16−10       | 10−11       | 10−10       | 6−9  | 6−8         | 9−4         | 22−16       | 1−3         | 14−9 |      |      | 324 – 195 | 324 – 195 |
| Rànquing a final d'any | 131  | 141  | 53    | 2           | 1           | 5           | 14    | 8           | 35          | 33          | 107  | 47          | 67          | 62          | 124  | 98          | 68          | 12          | 31          | 16   |      |      |           |           |
| Llegenda: G: Guanyadora; F: Finalista; SF: Semifinalista; QF: Quarts de final; Q: Qualificació; A: Absent; RR: Round Robin; |      |      |       |             |             |             |       |             |             |             |      |             |             |             |      |             |             |             |             |      |      |      |           |           |

### Dobles mixts
| Open d'Austràlia | G           | SF          | QF          | A           | A           | A           | A           | A  | 1R          | A           | A           | 2R | SF          | 2R          | 2R          | 2R          | F  | 2R | 1R | 1 / 12 | 22 – 11 |
| Roland Garros | SF          | A           | QF          | A           | A           | A           | A           | A  | A           | A           | A           | A  | A           | A           | A           | NC          | A  | QF |    | 0 / 3  | 7 – 3   |
| Wimbledon | QF          | QF          | 3R          | G           | QF          | 3R          | 1R          | A  | A           | G           | A           | A  | A           | 1R          | 1R          | NC          | 2R | F  |    | 2 / 12 | 23 – 10 |
| US Open | A           | A           | A           | 2R          | A           | A           | A           | A  | A           | A           | A           | A  | A           | A           | SF          | NC          | 1R | QF |    | 0 / 4  | 6 – 4   |
| Jocs Olímpics | No celebrat | No celebrat | No celebrat | No celebrat | No celebrat | No celebrat | No celebrat | QF | No celebrat | No celebrat | No celebrat | 1R | No celebrat | No celebrat | No celebrat | No celebrat | A  | NC | NC | 0 / 2  | 1 – 2   |
| Llegenda: G: Guanyadora; F: Finalista; SF: Semifinalista; QF: Quarts de final; Q: Qualificació; A: Absent; RR: Round Robin; |             |             |             |             |             |             |             |    |             |             |             |    |             |             |             |             |    |    |    |        |         |